# Pachylister heros
Pachylister heros är en skalbaggsart som först beskrevs av Wilhelm Ferdinand Erichson 1843.  Pachylister heros ingår i släktet Pachylister och familjen stumpbaggar. Inga underarter finns listade i Catalogue of Life.